# 青蛇伝
『青蛇伝』（せいじゃでん、ピンイン：qīngshézhuàn）は、中国四川省の地方劇である「川劇」演目のひとつ。中国の四大民間伝説『白蛇伝』の続編であり、雷峰塔に閉じ込められた千年白蛇の精・白娘子を救出する小青を主人公にした作品。1993年より第三届文華新劇目賞を獲得した。
清代作家・方成培による『雷峰塔伝奇』を藍本とした設定で、小青は元は男性と思われるが、後に白娘子を仰ぐために少女の姿を変化させ、白娘子と相伴する。